# Кречавес
Кречавес је насељено место у саставу града Свети Иван Зелина у Загребачкој жупанији, Хрватска. До територијалне реорганизације у Хрватској налазила се у саставу бивше велике општине Свети Иван Зелина.

## Становништво
На попису становништва 2011. године, Кречавес је имала 256 становника.

## Попис1991.
На попису становништва 1991. године, насељено место Кречавес је имало 300 становника, следећег националног састава:
| Попис 1991.‍ | Попис 1991.‍ | Попис 1991.‍ | Попис 1991.‍ | Попис 1991.‍ |
| ----------- | ----------- | ----------- | ----------- | ----------- |
|             |             |             |             |             |
| Хрвати      | Хрвати      |             | 300         | 100%        |
| укупно: 300 |             |             |             |             |